# Saint-Justin (Gers)
Saint-Justin é uma comuna francesa na região administrativa de Occitânia, no departamento de Gers. Estende-se por uma área de 13,18 km². Em 2010 a comuna tinha 134 habitantes (densidade: 10,2 hab./km²).